# (2823) van der Laan
(2823) van der Laan ist ein Asteroid des Hauptgürtels, der am 24. September 1960 vom niederländischen Forscherteam Cornelis Johannes van Houten, Ingrid van Houten-Groeneveld und Tom Gehrels im Rahmen des Palomar-Leiden-Surveys entdeckt wurde. 
Der Asteroid ist nach dem niederländischen Astrophysiker Harry van der Laan benannt.